# Назарово (Челябинская область)
Наза́рово — деревня в Еткульском районе Челябинской области России. Входит в состав Селезянского сельского поселения.

## География
Деревня находится на востоке Челябинской области, в лесостепной зоне, на северном берегу озера Назарово, на расстоянии примерно 11 км (по прямой) к востоку от села Еткуль, административного центра района. Абсолютная высота — 205 м над уровнем моря.

## Население
| 2002 | 2010 |
| ---- | ---- |
| 254  | ↘215 |

Гендерный состав
По данным Всероссийской переписи населения 2010 года, в гендерной структуре населения мужчины составляли 47,4 %, женщины — соответственно 52,6 %.
Национальный состав
Согласно результатам переписи 2002 года, в национальной структуре населения русские составляли 86 %.

## Улицы
| - ул. Береговая, - ул. Даровского, | - ул. Лесная, - ул. Северная. |